# Хоршеваші
Хоршева́ші (рос. Хоршеваши, чув. Хурашаш) — село у Чувашії Російської Федерації, у складі Хозанкінського сільського поселення Красночетайського району.
Населення — 148 осіб (2010; 171 в 2002, 264 в 1979, 420 в 1939, 374 в 1926, 306 в 1897, 225 в 1869, 116 в 1795).
Національний склад (2002):
- чуваші — 99 %

## Історія
Історичні назви — Перші Хоршеваші, Хурашаш, Хоршеваш, Хорошеваші, Хорошеваш, Різдвяне. До 1724 року селяни мали статус ясачних, до 1835 — державних, до 1863 року — удільних, займались землеробством, тваринництвом, бджільництвом, виробництвом одягу та взуття. Діяла церква Різдва Пресвятої Богородиці з престолом Чудотворця Миколая (1747–1788, 1789–1933). У кінці 18 століття діяли 4 водяних млини та 6 вітряків. 1867 року відкрито земську поштову станцію, 1886 року — змішана однокласна церковнопарафіяльна школа. На початку 20 століття у селі діяли ярмарок та ринок щоп'ятниці. 1930 року створено колгосп «Правда».
До 1920 року село входило до складу Шумшеваської сотні Юмачевської, Шумшеваської та Атаєвської волостей Курмиського повіту (у період 1835–1863 років — у складі Атаєвського удільного приказу), до 1927 року — до складу Атаєвської волості Ядринського повіту. З переходом на райони 1927 року — спочатку у складі Красночетайського, у період 1962–1965 років — у складі Шумерлинського, після чого знову передане до складу Красночетайського району.

## Господарство
У селі діють фельдшерсько-акушерський пункт та магазин.